# Massa gioviana
In astronomia, la massa gioviana è un'unità di misura comunemente usata per esprimere la massa dei giganti gassosi e delle nane brune. Equivale alla massa stimata del pianeta Giove. Il suo simbolo e il suo valore convenzionale sono:
{\displaystyle M_{J}=1,89819\times 10^{27}{\hbox{ kg}}}
La massa gioviana è pari a circa un millesimo della massa del Sole.
Le incertezze da cui è affetta la stima della costante di gravitazione universale si ripercuotono sulla precisione della massa gioviana.
Una massa gioviana corrisponde approssimativamente a:
- 25 839 masse lunari (ML);
- 317,83 masse terrestri (M⊕);
- 0,0009546 masse solari (M⊙).